# San Giovanni Rotondo
San Giovanni Rotondo est une ville de la province de Foggia dans les Pouilles en Italie. La ville est marquée par la personnalité de Padre Pio qui y vécut de 1916 à sa mort en 1968.

## Économie
Jusqu'au milieu du vingtième siècle, l'économie de San Giovanni Rotondo reposait avant tout sur l'élevage et l'agriculture. Mais, à partir de l'ouverture de l'hôpital Casa Sollievo della Sofferenza (Maison pour le soulagement de la souffrance), en 1956, elle s'est concentrée toujours plus sur les activités tertiaires. Aujourd'hui, la ville est une des plus riches des Pouilles sur le plan économique grâce au tourisme religieux qui s'est développe autour de Padre Pio depuis les années 1930.

## Culture
- Sanctuaire de Saint Pio de Pietrelcina

## Lieu de pèlerinage
San Giovanni Rotondo est un lieu de pèlerinage réputé. Le moine capucin de Pietrelcina dit Padre Pio y vécut à partir de 1916 jusqu’à sa mort le 23 septembre 1968. En 1918, il reçut les stigmates qui durèrent cinquante ans mais disparurent à sa mort. Il fut canonisé par Jean Paul II le 16 juin 2002. Aujourd'hui, la ville reçoit chaque année plus de sept millions de pèlerins, et fait « concurrence » à Lourdes.

## Administration
| Période                                  | Période  | Identité        | Étiquette | Qualité |
| ---------------------------------------- | -------- | --------------- | --------- | ------- |
| 25 octobre 2007                          | En cours | Michele Di Bari |           |         |
| Les données manquantes sont à compléter. |          |                 |           |         |

### Hameaux
San Salvatore

### Communes limitrophes
Foggia, Manfredonia, Monte Sant'Angelo, San Marco in Lamis

### Jumelages
- Wadowice (Pologne) depuis 2006
- Pietrelcina (Italie) depuis 2005

## Démographie
Habitants recensés

## Personnalités liées à la ville
- Padre Pio (1887-1968), prêtre capucin, canonisé en 2002 ;
- Pino Rucher (1924-1996), guitariste et arrangeur italien, y est mort ;
- Francesca Troiano (1985-), femme politique italienne, y est née.